# 小行星7554
小行星7554（英語：7554 Johnspencer）是一颗围绕太阳公转的小行星。1981年4月5日，愛德華·鮑威爾在可可尼诺县发现了此天体。
这颗小行星的绝对星等为153.01599等。